# Моршагіно
Моршагіно (рос. Моршагино) — присілок у Волховському районі Ленінградської області Російської Федерації.
Населення становить 1 особу. Належить до муніципального утворення Виндіноостровське сільське поселення.

## Історія
Згідно із законом № 56-оз від 6 вересня 2004 року належить до муніципального утворення Виндіноостровське сільське поселення.

## Населення
| 1838 | 1862 | 1997 | 2007 | 2010 | 2017 |
| ---- | ---- | ---- | ---- | ---- | ---- |
| 203  | ↗259 | ↘1   | ↘0   | ↗8   | ↘1   |

## Уродженці
- Акулішнін Федір Васильович (1916—1995) — радянський військовик, Герой Радянського Союзу.